# Berlin Rebel High School
Berlin Rebel High School ist ein Dokumentarfilm von Alexander Kleider über die Schule für Erwachsenenbildung in Berlin. Kleider dokumentierte hierbei zwei Jahre lang das Leben einer Gruppe von Schülern, vom ersten Infotag bis zur Verkündung der Prüfungsnoten. Der Film feierte am 16. Oktober 2016 im Rahmen des Austin Film Festivals Premiere. Am 11. Mai 2017 kam der Film in ausgewählte deutsche Kinos.

## Handlung
Der Filmemacher Alexander Kleider begleitet in seinem Dokumentarfilm die Schüler einer Klasse der Schule für Erwachsenenbildung in Berlin (SFE), die sich auf dem Weg zu ihrem Abitur befinden, und stellt dabei das Konzept der Schule vor, denn diese ist anders als andere Schulen. Die SFE wurde 1973 als basisdemokratisches Projekt gegründet, und es gibt dort keinen Direktor und keine Noten. Die Lehrer und Angestellten werden von den Schülern selbst bezahlt, und alle zwei Wochen wird über alle Entscheidungen abgestimmt. Unter den Schülern befinden sich auch Alex, Lena und Hanil. Alex ist Anfang zwanzig und war bereits an über zehn Schulen, doch an keiner hat er es lange ausgehalten, weil er mit Regeln und dem schulischen Druck nicht klarkam. Auch Lena hat sich in der Schule und in der ländlichen Umgebung, in der sie aufwuchs, nie wirklich frei gefühlt. Hanil aus Aachen hat in der Schule bislang keinen wirklichen Sinn gesehen. Kleider lässt zudem einige Lehrer zu Wort kommen, die einfach Spaß an der Vermittlung von Wissen haben und dies ganz ohne Druck tun möchten.

## Produktion

### Stab und Finanzierung
Regie führte Alexander Kleider, der auch das Drehbuch zum Film schrieb. Der deutsche Dokumentarfilmer hatte nach seiner Ausbildung zum staatlich anerkannten Erzieher in Schwäbisch Hall Kommunikationswissenschaften in Berlin studiert.
Die Produktion wurde vom Medienboard Berlin-Brandenburg mit 30.000 Euro, vom Deutschen Filmförderfonds mit rund 40.000 Euro, vom Kuratorium junger deutscher Film mit 20.000 Euro und von der Filmförderungsanstalt mit 60.000 Euro gefördert.

### Dreharbeiten und Besetzung

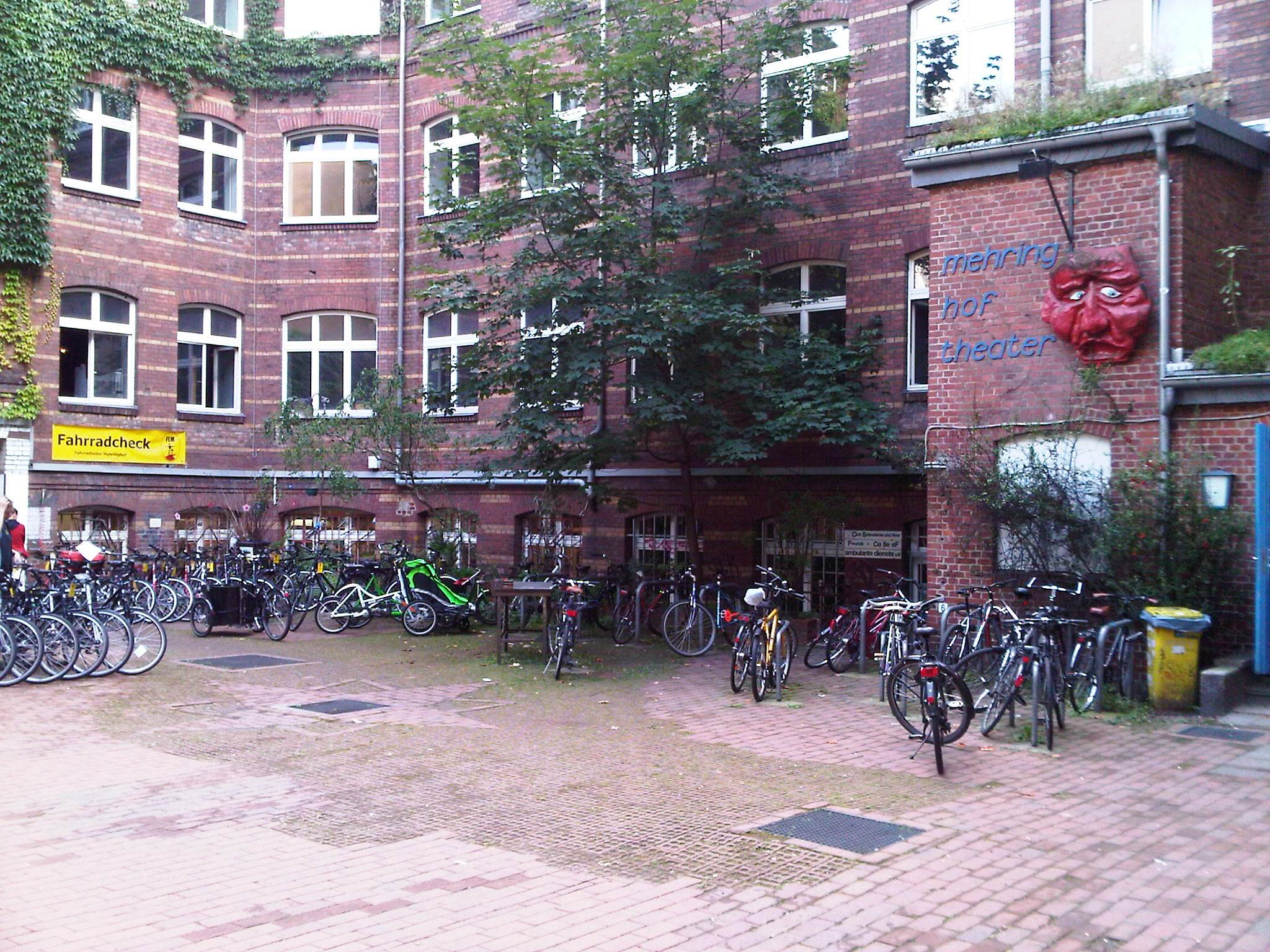
Alexander Kleider führte beim Film Regie und schrieb auch das Drehbuch. Er begleitete Schüler der Schule für Erwachsenenbildung in Berlin, die im oberen Stockwerk des Gebäudes in der Gneisenaustraße 2a in Berlin-Kreuzberg untergebracht ist, auf ihrem Weg zum Abitur

Der Film wurde an der Schule für Erwachsenenbildung in Berlin gedreht, die sich im oberen Stockwerk eines Gebäudes in der Gneisenaustraße 2a in Berlin-Kreuzberg befindet. Die Schule verzichtet auf eine staatliche Förderung, die Schüler zahlen 160 Euro im Monat, der Unterricht beginnt nicht vor halb zehn, und wer will, darf seinen Hund mitbringen. Das Motto der Schule, das als Transparent über dem Eingang zum „Forum“ genannten Treff hängt, lautet „Selbstverwaltung ist kein Selbstbedienungsladen“. Auf einer Vollversammlung im Frühling 2013 hatten Lehrer und Schüler beschlossen, dass der Regisseur mit seinem Filmteam den Schulalltag begleiten darf.
Kleider sagt über die Schule: „Leute, denen in den Regelschulen niemand mehr etwas zugetraut hat, spüren hier zum ersten Mal den unbedingten Willen, etwas zu lernen.“ Des Weiteren erklärt er, es ginge gar nicht darum, die Pisastudie mit lauter Einser-Kindern anzuführen. Wichtiger seien mündige Menschen mit Freude am Leben: „In diesem Wahnsinnswettbewerb um gute Noten fehlt uns der Mut. Wir sind völlig verängstigt, wenn die Leinen locker sind.“ In Deutschland verlassen jedes Jahr etwa 50.000 Jugendliche die Schule ohne Abschluss, in Berlin gibt es jährlich etwa 3.000 Schulabbrecher.
Kleider dokumentierte zwei Jahre lang das Leben einer Gruppe von Schülern, vom ersten Infotag bis zur Verkündung der Prüfungsnoten. Er filmte diese nicht nur im Unterricht, sondern auch in ihren WG-Zimmern und in ihren Heimatorten. Zu den Schülern, die Kleider begleitete, gehören der 26-jährige Mixe aus Bayern, die 22-jährige Claudi aus Karlsruhe, der 19 Jahre alte Berliner Aron, die 21 Jahre alte Lena Christof aus Eggesin in Mecklenburg-Vorpommern, der 24-jährige Alex Bäke aus Luckenwalde und der 23 Jahre alte Hanil Altunergil aus der Nähe von Aachen. Des Weiteren ist Klaus Trappmann, der seit mehr als 40 Jahren Deutsch- und Kunstlehrer an der SFE ist, ein heimlicher Held des Films.

### Filmmusik
Die Filmmusik komponierte Eckes Malz. Der Soundtrack zum Film wurde am 12. Mai 2017 als Download veröffentlicht.
Titelliste des Soundtracks
1. Now I Wanna Know (feat. Jenny Linke) – 3:36
2. Rebel No. 1 – 2:40
3. Does Anybody Know (feat. Brian Flanagan) – 4:20
4. Roofdekk Party – 6:03
5. I Wanna Go On (feat. Jenny Linke) – 3:46
6. Into the Groove (feat. Brian Flanagan & Jenny Linke) – 2:53
7. Alex Dub – 3:27
8. Mind Change – 2:42
9. Egesin – 2:21
10. Going out Together – 3:18
11. Hasenheide – 3:15
12. Countdown – 2:47
13. Does Anybody (feat. Brian Flanagan) [Reprise]

### Veröffentlichung
Der Film feierte am 16. Oktober 2016 im Rahmen des Austin Film Festivals seine Premiere. Am 11. Mai 2017 kam der Film in ausgewählte deutsche Kinos. Der Film lief im Wettbewerb des Filmfestes Mecklenburg-Vorpommern und des DOK.festes in München. Die Asienpremiere findet beim Shanghai International Film Festival 2017 statt. Im Juni 2017 wird der Film im Rahmen des Deutschen Kinder-Medien-Festivals Goldener Spatz gezeigt werden. Berlin Rebel High School wurde im Jahr 2023 zudem im Rahmen der SchulKinoWochen gezeigt, so im November 2023 in Berlin.

## Rezeption

### Kritiken
Gunda Bartels vom Tagesspiegel sagt, herausgekommen sei ein menschenfreundliches, manchmal fast märchenhaftes Filmporträt, das an das Gute im Menschen wie an die Kraft antiautoritären Lernens glaubt. Der Regisseur Alexander Kleider verpacke darin Selbsterkenntnisse in einen per Zeitraffer, Steadycam, Kranfahrten und Drohnenaufnahmen erzeugten, rhythmisch auf die coole Musik von Eckes Malz geschnittenen Bilderfluss, so Bartels. Berlin Rebel High School mache nicht nur inhaltlich, sondern auch ästhetisch Spaß, und wie schon in Maren Ades Toni Erdmann werde die Wärme des Müslityp-Lehrers im Film wieder neu geschätzt, so Bartels.
Von der Deutschen Film- und Medienbewertung wurde Berlin Rebel High School mit dem Prädikat Besonders wertvoll versehen. In der Begründung heißt es: „Jeder Zuschauer kann sich während ‚Berlin Rebel High School‘ an die eigene Schulzeit erinnern oder die Schule mit der Erfahrung der eigenen Kinder vergleichen. So regt das gelungene Porträt dieses erfolgreichen Alternativmodells auch zum Nachdenken über den Sinn von einigen Reformen der Abiturregularien in den 1970ern und die G-8-Reformen an. Die Schule gibt jungen Menschen eine Chance, die meist unbewusst gegen das herkömmliche System rebellierten.“

### Auszeichnungen
- Austin Film Festival 2016
- Publikumspreis – Dokumentarfilm (Alexander Kleider)[12]
- Deutscher Filmpreis 2017
- Nominierung als bester Dokumentarfilm
- Medienpreis für Bildungsjournalismus 2018[13]
- 1. Preis Kategorie Multimedia/Video für Berlin Rebel High School